# Gnoomvissen
Gnoomvissen (Scombropidae) zijn een familie van straalvinnige vissen uit de orde van Baarsachtigen (Perciformes).

## Geslacht
- Scombrops Temminck & Schlegel, 1845